# Geometría aritmética

La curva hiperelíptica definida por tiene un número finito de puntos racionales (como los puntos y) por el teorema de Faltings.

En matemáticas, la geometría aritmética es la aplicación de técnicas de la geometría algebraica a problemas en teoría de números. La geometría aritmética se centra en la geometría diofántica, el estudio de puntos racionales de variedades algebraicas.
En términos más abstractos, la geometría aritmética se puede definir como el estudio de esquemas de tipo finito sobre el espectro del anillos de los enteros.

## Visión general
Los objetos clásicos de interés en geometría aritmética son los puntos racionales: conjuntos de soluciones de un sistema de ecuaciones polinómicas sobre cuerpos de números, cuerpos finitos, cuerpos p-ádicos o cuerpos de funciones, esto es, cuerpos que no son algebraicamente cerrados excluyendo los números reales. Los puntos racionales pueden caracterizarse directamente por funciones de altura que miden su complejidad aritmética.
La estructura de las variedades algebraicas definidas sobre cuerpos no algebraicamente cerrados se ha convertido en una gran área de interés que surgió con el desarrollo abstracto moderno de la geometría algebraica. Sobre cuerpos finitos, la cohomología etal provee invariantes topológicos asociados a variedades algebraicas. La teoría de Hodge p-ádica proporciona herramientas para estudiar cuándo las propiedades cohomológicas de las variedades sobre los números complejos se extienden a las definidas sobre los cuerpos p-ádicos.

## Historia

### SigloXIX: inicio de la geometría aritmética
A principios del siglo XIX, Carl Friedrich Gauss observó que existen soluciones enteras distintas de cero de ecuaciones polinómicas homogéneas con coeficientes racionales si existen soluciones racionales distintas de cero en general.
En la década de 1850, Leopold Kronecker formuló el teorema de Kronecker-Weber, introdujo la teoría de divisores y realizó otras muchas conexiones entre la teoría de números y el álgebra. Conjeturó su «liebster Jugendtraum» (en alemán, «mayor sueño de juventud»), una generalización que fue continuada más tarde por Hilbert con modificaciones en su duodécimo problema, que persigue el objetivo de tratar en teoría de números únicamente con anillos que son cociente de anillos de polinomios sobre los enteros.

### Primera mitad delsigloXX: desarrollos algebraicos y conjeturas de Weil
A finales de la década de 1920, André Weil probó profundas conexiones entre la geometría algebraica y la teoría de números con su trabajo doctoral, que llevó al teorema de Mordell-Weil, que demuestra que el conjunto de puntos racionales de una variedad abeliana es un grupo abeliano finitamente generado.
Los fundamentos modernos de la geometría algebraica se desarrollaron basándose en el álgebra conmutativa moderna, incluyendo la teoría de valuaciones y la teoría de ideales de Oscar Zariski entre otros en las décadas de 1930 y 1940.
En 1949, André Weil postuló las conjeturas de Weil sobre las funciones zeta locales de variedades algebraicas sobre cuerpos finitos. Estas conjeturas ofrecían un marco entre la geometría algebraica y la teoría de números que llevó a Alexander Grothendieck a reescribir los fundamentos utilizando teoría de haces (junto con Jean-Pierre Serre), y más tarde teoría de esquemas, en las décadas de 1950 y 1960. Bernard Dwork demostró una de las cuatro conjeturas de Weil (racionalidad de la función zeta local) en 1960. Grothendieck desarrolló la teoría de cohomología etal para probar dos de las conjeturas (junto a Michael Artin y Jean-Louis Verdier) en 1965. La última de las conjeturas de Weil (un análogo de la hipótesis de Riemann) la demostraría finalmente en 1974 Pierre Deligne.

### Segunda mitad delsigloXX: desarrollos en modularidad, métodos p-ádicos y más allá.
Entre 1956 y 1957, Yutaka Taniyama y Goro Shimura propusieron la conjetura de Taniyama-Shimura (conocida ahora como teorema de modularidad) que relacionaba curvas elípticas con formas modulares. Esta conexión llevaría finalmente a la primera demostración del último teorema de Fermat en teoría de números a través de técnicas de geometría algebraica de levantamiento de modularidad desarrolladas por Andrew Wiles en 1995.
En la década de 1960, Goro Shimura introdujo las variedades de Shimura como generalizaciones de las curvas modulares. Desde 1979, las variedades de Shimura han jugado un papel clave en el programa Langlands como fuente natural de ejemplos para probar conjeturas.
En artículos en 1977 y 1978, Barry Mazur probó la conjetura de la torsión dando una lista completa de posibles subgrupos de torsión de curvas elípticas sobre los números racionales. La primera demostración de Mazur de este teorema dependía de un análisis completo de los puntos racionales en ciertas curvas modulares. En 1996, Loïc Merel extendió la demostración de la conjetura de la torsión a todos los cuerpos de números.
En 1983, Gerd Faltings demostró la conjetura de Mordell, probando que una curva de género mayor que 1 tiene un número finito de puntos racionales (donde el teorema de Mordell-Weil solo prueba que son finitamente generados).
En 2001, la demostración de las conjeturas de Langlands locales para GLn se basó en la geometría de ciertas variedades de Shimura.
En la década de 2010, Peter Scholze desarrolló los espacios perfectoides y nuevas teorías de cohomología en geometría algebraica sobre cuerpos p-ádicos con aplicación a representaciones de Galois y a ciertos casos de la conjetura de Deligne en monodromía.